# Костел святого Станіслава Єпископа і Мученика (Липівка)
Костел святого Станіслава Єпископа і Мученика стоїть у селі Липівка (колишнє містечко Фірлеїв) Рогатинського району Івано-Франківської області. Занесений до реєстру пам'яток місцевого значення з охоронним номером 428-іф.

## Історія
Колишнє королівське місто Фірлеїв стояла посередині дороги з Перемишлян до Рогатина. Свою назву місто отримало від фундатора — великого коронного маршалка Яна Фірлея. Львівський архієпископ РКЦ Станіслав Сломовський затвердив 8 грудня 1573 парафію залежну від парохів Явчого, яку посів о. Петро Стрийковський. Закладення підтвердив 1576 король Стефан Баторій, надавши парафії 2 лани орної землі і лук, 15 залежних селян, право вільного вирубу дерев у королівському лісі та користування королівським млином, вилову риби у ставах, десятину міщан. 1606 року парафія стала самостійною, а після знищення костелу у Явче 1620 це поселення приєднали до парафії Фірлеєва, до якої належало 16 селищ. У XVII ст. парафія отримала декілька значних фундаційвід шляхтичів, духовенства. Парафія належала до Дунаївсько-Золочівського деканату, Рогатинського (1623), Свірзького (1787), з 1840-х років Бережанського. У парафії існувала школа (1724–1770), шпиталь.

### Костел
Львівський суддя і війт Фірлеєва Миколай Нарайовський надав кошти на будівництво костелу 1573, якого мали закласти на місці знищеної церкви села Матіїв. Пробощ о. Петро Стрийковський керував будовою до 1578, незабаром після чого, імовірно, дерев'яний храм освятив архієпископ Ян Димітр Соліковський. Дана місцевость була часто атакована татарськими загонами. В час одного з нападів 1639 загинув пробощ о. Адам Залівський, а костел був пошкоджений, можливо, зруйнований. Після цього обвели оборонним муром костел, відновлення якого мурованим тривало наступні 27 років. У цей період дахи покрили червоною дахівкою. Храм був єдиною мурованою будівлею в околиці, чию обороноздатність підсилювало розташування на пагорбі над високим урвищем ріки Гнила Липа. Храм був знову пошкоджений у 1666–1667 роках, а при наступі турків 1672 міщани довго боронились в костелі, після чого він був захоплений, пограбований і спалений. Новий пробощ о. Ян Козелек (1660–1686 зайнявся відновленням костелу. Завдяки фундації дідича Дусанова Станіслава Ковальського йому вдалось перекрити частину даху. Костел був настільки бідним, що залишився опис перев'язаної шнурком дерев'яної монстрації (дароносниці). Лише після ослаблення Османської імперії та зменшення загрози татарських нападів рогвтинський декан і пробощ Фірлеєва о. Андрій Хщоновський († 1725) відновив костел, помалювавши його всередині, встановивши нові образи (1687–1689), покрив новим дахом костел і вежу (1696). Наступний пробощ о. Бенедикт Хмельовський фундував новий головний вівтар, бічні вівтарі св. Антонія, Розп'яття Ісуса, лава, амвон, епітафії, пам'ятні таблиці. У 1733–1736 він перебудував каплицю Матері Божої, після чого впорядкував крипти, встановив у костелі кам'яну підлогу. Також він отримав літургійне спорядження, образи з інших храмів, зокрема 3 ікони Св. Йосафата, Матері Божої, Св. Онуфрія з закритого монастиря василіян у Дусанові. Біля захристії, над хором він помістив дерев'яні таблиці, на яких записав імена усіх парохів, доброчинців костелу, що надали значні пожертви. Цікавою була особа пробоща Бенедикта Хмельовського — автора ряду релігійних творів, популярного молитовника Bieg roku całego (1728) і першої польськомовної енциклопедії Нові Афіни/
1774 року костел наново освятив львівський архієпископ Вацлав Сераковський. У складеному тоді інвентарі записано 5 вівтарів з 11 образами, 12 лав. 2 сповідальниці, амвон. Дахи нави, вежі потребували реионту. Пробощ о. Микола Вашкевич 1792 надбудував захристію, облаштувавши скарбницю, підвищив мури каплиць, над якими встановили нові дахи. ВІн привіз з Журавна алебастровий головний вівтар, до якого замовив нові образи, як і до інших вівтарів. Біля входу до захристії повісив образ Матері Божої, золоту корону до якого подарував пробощ з Бучача. 1785 року австрійці реквізували усе костельне срібло, зокрема серед вотив був Орден Білого Орла, оцінений у 80 гульденів.
На межі XVIII-ХІХ ст. костел відновили за 20.000 ринських, усунувши значну частину старих вівтарів, пам'ятних таблиць, оздоб. У 1820 новий пробощ фундував новий вівтар, амвон. При візитації 1829 архієпископа Анджея Анквіча підкреслили, що інтер'єр костелу є зруйнований, а певні частини будівлі вимагають ремонту. 1845 відновили найдені на горищі костелу пам'ятні таблиці Хмельовського, які помістили над хором. Було проведено відновлення вівтарів. лав. Встановлене 1851 гонтове покриття дахів замінили 1882. У любачівській фірмі Ярошевського 1858 закупили орган. У цей період маляр Томаш Тировіч відновив старі і намалював нові образи. Після реставраційних робіт 1869 освятили вівтар Матері Божої. Михайло Думет зі Львова займався у 1870-х роках постачанням до костелу необхідного літургічного утвару, оздоб. У 1884 побілили інтер'єр, потинкували будівлю зовні і встановили нове покриття дахів. Наново побілений інтер'єр 1892 декорував фресками маляр з Жовкви Маурицій Скоповський. Було встановлено два алебастрові вівтарі, виконані за ескізами Леонарда Марконі. Їх консекрував 14 червня 1903 архієпископ Юзеф Більчевський.
Першу світову війну костел пройшов без значних пошкоджень, лише 1914 було реквізовано дзвони, а 1920 більшовики вбили пробоща о. Адама Малачинського. У 1922 будівлю костелу визнали пам'яткою, після чого його покрили дахівкою на кошти Фр. Бесядецького, який виконав заповіт дружини Ванди на 10.000 ринських з 1908 року. Руйнування Другої світової війни знову обійшли костел. Пробощ о. Станіслав Шатко 1945 вивіз до ПНР рухоме майно костелу, який був закритий. У ньому влаштували склад зерна. У 1991 костел повернули віруючим РКЦ, наступного року освятили, розпочавши ремонт храму. Костел обслуговують священики з Рогатина.

## Опис
Готично-ренесансна будівля костелу типова для храмів України XVI–XVII ст. Збудований на плані хреста і практично позбавлений архітектурного декору, що зводиться до скромно профільованих ребер склепіння. До двопряслової нави з тригранною апсидою з двох сторін добудовано дещо нижчі каплиці різної ширини і висоти з півциркульним завершенням. Пізньоренесансний вхідний портал зберігся фрагментарно. Ґрунтовні перебудови ускладнюють точне датування часу його будівництва. Інтерес викликають алебастрові вівтарі.